# سار (فیلم ۲۰۲۲)
سار یا تار (به انگلیسی: Thar) فیلمی هندی محصول سال ۲۰۲۲ و به کارگردانی راج سینگ چادوری است. در این فیلم بازیگرانی همچون آنیل کاپور، هارشواردان کاپور، فاطمه ثنا شیخ، موکتی موهان، راهول سینگ و ماندانا کریمی ایفای نقش کرده‌اند.
نام این فیلم اشاره به بیابان تار دارد.